# جايسون سوندرز
جايسون سوندرز (بالإنجليزية: Jason Saunders)‏ هو ربان ‏ نيوزيلندي، ولد في 28 أغسطس 1986.

## وصلات خارجية
- جايسون سوندرز على موقع أوليمبيديا (الإنجليزية)
- جايسون سوندرز على موقع اللجنة الأولمبية النيوزيلندية (الإنجليزية)